# Phraya Phaholpholphayuhasena
Phraya Phahonphonphayuhasena (tiếng Thái: พระยาพหลพลพยุหเสนา, phát âm tiếng Thái: [pʰrá.jaː.pʰá.hǒn.pʰon.pʰá.jú.hà.sě.naː]), 29 tháng 3 năm 1887 - 14 tháng 2 năm 1947), ngắn Phraya Phahon, sinh như Phot Phahonyothin (tiếng Thái: พจน์ พหลโยธิน), là một nhà lãnh đạo quân đội Thái Lan và chính trị gia. Ông trở thành thủ tướng thứ hai của Xiêm La vào năm 1933 sau khi lật đổ người tiền nhiệm của mình trong một cuộc đảo chính. Ông nghỉ hưu vào năm 1938 sau khi phục vụ năm năm làm Thủ tướng.

## Cuộc sống ban đầu
Phot sinh ra ở tỉnh Phra Nakhon (ngày nay Bangkok). Cha ông là Đại tá Kim Phahonyothin (กิ่ม พหลโยธิน), người Thái gốc Hoa, và mẹ ông là Chap Phahonyothin (จับ พหลโยธิน).
Sau khi tham dự Học viện Quân sự Hoàng gia Chulachomklao, năm 1903, ông được học bổng của hoàng gia để nghiên cứu tại Học viện Quân sự Phổ (Hauptkadettenanstalt) tại thị trấn Lichterfelde, gần Berlin, Đức, nơi ông có lẽ là một người bạn cùng lớp của Hermann Göring. Sau đó ông được cử đi học tại trường Cao đẳng Kỹ thuật của Copenhagen ở Đan Mạch trong một năm. Khi hết thời hạn học bổng, ông trở về Xiêm La vào năm 1912. Năm 1931, ông được phong tước hiệu "Phraya Phahonphonphayuhasena" bởi vua Prajadhipok (Rama VII) và nhận được cấp bậc Đại tá. Năm 1932, ông trở thành Tư lệnh Quân đội Hoàng gia Xiêm.

## Lãnh đạo cách mạng và kẻ cướp ngôi
Phraya Phahon là một thành viên quan trọng của nhóm chủ mưu được gọi là "Bốn chàng lính ngự lâm", (4 ทหาร เสือ) mà là một phần của Khana Ratsadon (hoặc đảng Nhân dân), người thực hiện cuộc cách mạng năm 1932. Sau năm 1932, ba phe phái đã hình thành giữa các nhóm của các nhà lãnh đạo chính trị và quân Xiêm trong Khana Ratsadon. Đó là: đầu tiên, phe quân sự cấp cao do Phraya Phahon; thứ hai, các cơ sở quân đội và hải quân phe do Luang Phibunsongkhram; và thứ ba, phe dân sự do Pridi Phanomyong.
Khi Phraya Phahon cấp cao nhất đã được xem như là lãnh đạo trên thực tế của Khana Ratsadon và cuộc cách mạng bản thân. Đó là Phraya Phahon người đọc Tuyên ngôn của bang New Xiêm tại Royal Plaza rằng tuyên bố kết thúc chế độ quân chủ tuyệt đối và việc thành lập nhà nước constitutionalSiamese. Do vai trò quan trọng ông chơi trong cuộc cách mạng, ông đã được tưởng thưởng với một vị trí cao trong chính phủ mới và được làm thành viên của nội các mới.
Trong tháng 3 năm 1933 một cuộc khủng hoảng hiến pháp đã được phát triển trong Siam qua sự cố Vàng Bìa hồ sơ, vụ việc đã được gây ra bởi các kế hoạch kinh tế dự thảo Pridi, mà chứa đựng nhiều yếu tố xã hội chủ nghĩa. Bởi vì điều này Phraya Manopakorn Nititada Thủ tướng quyết định trục xuất ông khỏi tủ và đình chỉ hiến pháp. Hành động này làm đảo lộn nhiều người trong đảng Nhân dân đã ủng hộ Pridi, điều này bao gồm Phraya Phahon. Ngày 15 tháng 6 Phraya Phahon từ chức từ tủ trích dẫn "lý do sức khỏe". Trong sự thật, ông và một vài sĩ quan quân đội bao gồm cả quân đội và Navyofficers đã lên kế hoạch để lật đổ chính phủ ngày càng độc Phraya Mano của. Vào ngày 20 tháng Sáu một cuộc đảo chính không đổ máu đã xúi giục, do Phraya Phahon. Ngày hôm sau, Phraya Phahon bổ nhiệm mình là thủ tướng thứ hai của Xiêm. Ông ngay lập tức gửi báo cáo cho vua Prajadhipok các mục tiêu và lý luận cho cuộc đảo chính và yêu cầu hỗ trợ của nhà vua, nhà vua miễn cưỡng ủng hộ ông. Phraya Mano sau đó bị đày đến Malaysia.

## Thủ tướng

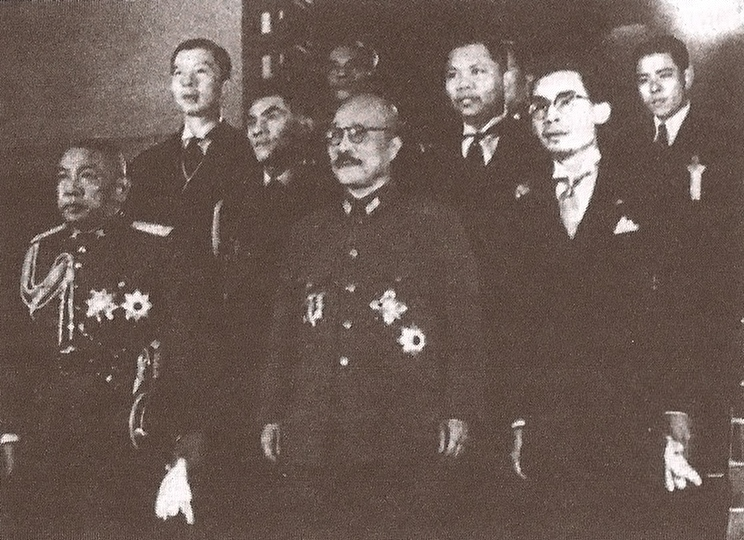
Photograph of Phraya Phahon with Hideki Tōjō in Tokyo in 1942, as Phibun's envoy.

Năm năm tới là một cuộc đấu tranh để duy trì quyền lực. Bắt đầu với cuộc nổi loạn Boworadet chỉ bốn tháng sau khi trở thành thủ tướng vào tháng 10 năm 1933; một cuộc nổi dậy chống lại chính phủ hoàng gia Phraya Phahon của. Sau nhiều tuần chiến đấu quân đội chính phủ nổi lên chiến thắng và Phraya Phahon đã có thể để củng cố quyền lực của mình qua Xiêm. Nội các đã vô cùng chia chính trị, và chính phủ chỉ được duy trì bởi nhân cách của Phraya Phahon. Luang Phibunsongkhram (một người bạn tâm tin cậy) đã trở thành bộ trưởng quốc phòng dưới thời chính phủ mới, và ông bắt đầu để có được sức mạnh lớn hơn và ảnh hưởng trong việc chuẩn bị cho thăng cuối cùng của ông với Thủ tướng.
Sự khởi đầu của sự kết thúc của thời gian Phraya Phahon của Thủ tướng bắt đầu vào năm 1937 khi một vụ bê bối nổ ra liên quan đến bán bất động sản vương miện cho các quan chức cấp cao cho giá thấp hơn giá thị trường. Sau sự sụp đổ gần năm đó, cuộc bầu cử trực tiếp đầu tiên cho hội đồng nhân dân diễn ra vào ngày 07 tháng 11 năm 1937, và những nội Phraya Phahon đã tìm thấy bản thân mình một thiểu số tư tưởng và chính trị. Sau khi các vấn đề ngân sách năm tới, nội các đã bị buộc phải từ chức vào tháng 9 năm 1938, và cuộc bầu cử được tổ chức trong tháng mười hai, cài đặt Luang Phibunsongkhram như thủ tướng tiếp theo của Thái Lan.

## Các giai đoạn dịch vụ làm thủ tướng
- Đầu tiên hạn: ngày 21 tháng 6 năm 1933 - ngày 16 tháng 12 năm 1933
- Thứ hai hạn: ngày 16 tháng 12 năm 1933 - 22 Tháng 9 1934
- Thứ ba hạn: 22 tháng 9 năm 1934 - 28 tháng 7 năm 1937
- Thứ tư hạn: 09 tháng 8 năm 1937 - 21 tháng 12 năm 1937
- Thứ năm hạn: 21 Tháng 12 1937 - 11 tháng 9 năm 1938

## Hưu trí và tử vong
Sau nhiều năm khó khăn của ông làm thủ tướng, Tổng Phraya Phahon nghỉ hưu từ đời sống công cộng, mặc dù ông từng là Tổng Thanh tra của các lực lượng vũ trang Hoàng gia Thái Lan trong Thế chiến II. Ông qua đời vào tháng 2 năm 1947 ở tuổi 59 của xuất huyết não. Người ta nói rằng khi ông qua đời, mặc dù thực tế rằng ông đã giữ nhiều chức vụ trong chính phủ, gia đình ông được người nghèo và thậm chí không có tiền để chi trả cho đám tang của ông. Cuối cùng Luang Phibunsongkhram, tutee cũ của ông và Thủ tướng hiện nay đã bước vào và trả tiền cho đám tang của người thầy yêu quý của mình.
Phahonyothin đường, chạy từ Bangkok đến biên giới của Miến Điện ở phía bắc, được đặt tên sau khi Phraya Phahon. Trước đây gọi là đường Prachathipatai, nguyên soái Plaek Phibunshongkhram đổi tên đường để vinh danh ông. Một bệnh viện ở tỉnh Kanchanaburi cũng được đặt tên để vinh danh ông.

## Trang trí hoàng gia
Phraya Phahon nhận được các đồ trang trí hoàng gia sau đây trong hệ thống danh dự của Thái Lan:
- 1911 -  King Rama VI Coronation Medal
- 1927 -  Chakra Mala Medal
- 1929 -  King Rama VII Royal Cypher Medal, Fourth Class
- 1932 -  150 Years Commemoration of Bangkok Medal
- 1934 -  Safeguarding the Constitution Medal
- 1934 -  Dushdi Mala — Military
- 1937 -  Knight Grand Cordon (Special Class) of the Most Exalted Order of the White Elephant
- 1938 -  King Rama VIII Royal Cypher Medal, First Class
- 1941 -  Victory Medal — Indochina
- 1943 -  Medal for Service Rendered in the Interior
- 1943 -  Knight Grand Cordon (Special Class) of The Most Illustrious Order of Chula Chom Klao